# SMS Sankt Georg
SMS Sankt Georg byl třetí a poslední postavený pancéřový křižník rakousko-uherského námořnictva. Jako nejmodernější rakousko-uherský pancéřový křižník byl velice aktivní za první světové války, přičemž především kryl operace lehkých sil. Po skončení války byl předán Velké Británii, která jej nechala sešrotovat.
Sankt Georg byl spolu s křižníkem SMS Aspern poslední rakousko-uherskou válečnou lodí, která navštívila USA. Stalo se tak roku 1907 při příležitosti 300. výročí založení Jamestownu – první trvalé anglické kolonie v Severní Americe. Tuto cestu v roce 2005 připomněla rakouská pamětní stříbrná mince v nominální hodnotě 20 euro, na které je vyobrazen Sankt Georg se Sochou Svobody v pozadí.

## Stavba

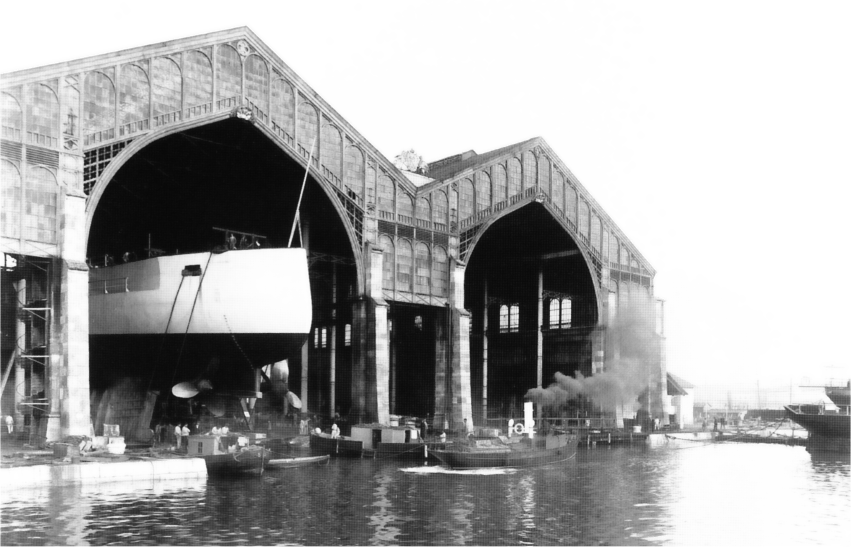
Stavba křižníku v Pule

Sankt Georg postavila loděnice v Pule. Kýl plavidla byl založen 11. března 1901. Loď byla na vodu spuštěna 8. února 1903 a do služby vstoupila v roce 1905.

## Konstrukce

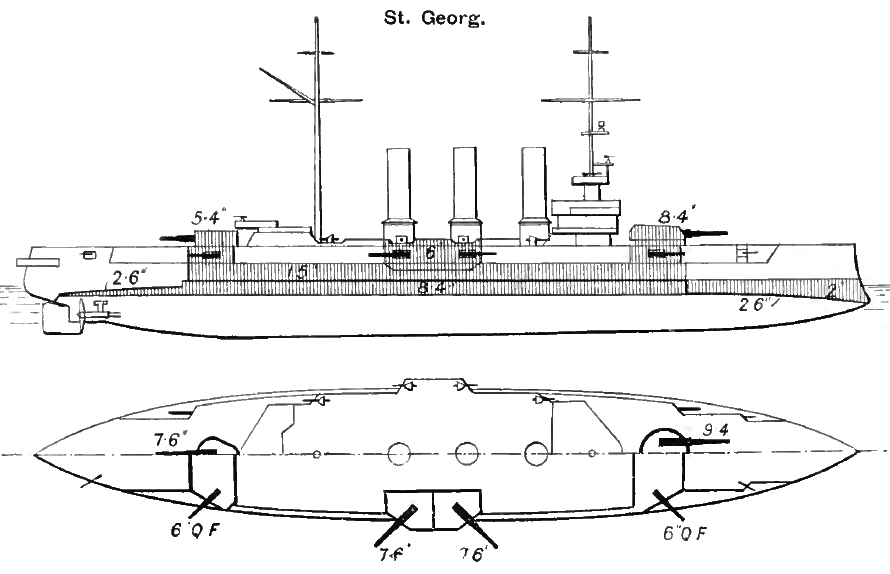
Nákres základního uspořádání křižníku

Veškerou dělovou výzbroj lodi vyrobila Škoda Plzeň. Na přídi lodi byla dvoudělová věž s 240mm kanóny, v zadní dělové věži ale byl pouze jeden 190mm kanón a další čtyři kanóny stejné ráže byly po dvou na každém boku v kasematech. V kasematech byly také čtyři 150mm kanóny. Lehkou výzbroj představovalo devět 70mm kanónů a osm 47mm kanónů. Loď nesla jeden[zdroj⁠?!] torpédomet.
Boční 210mm silný pancéřový pás chránil boky lodi od přídě až po zadní dělovou věž, kde byl ukončen přepážkou. Mezi věžemi byl nad ním ještě 90mm pancéřový pás, který chránil boky až po dělovou palubu se 190mm a 150mm kanóny.

## Operační nasazení

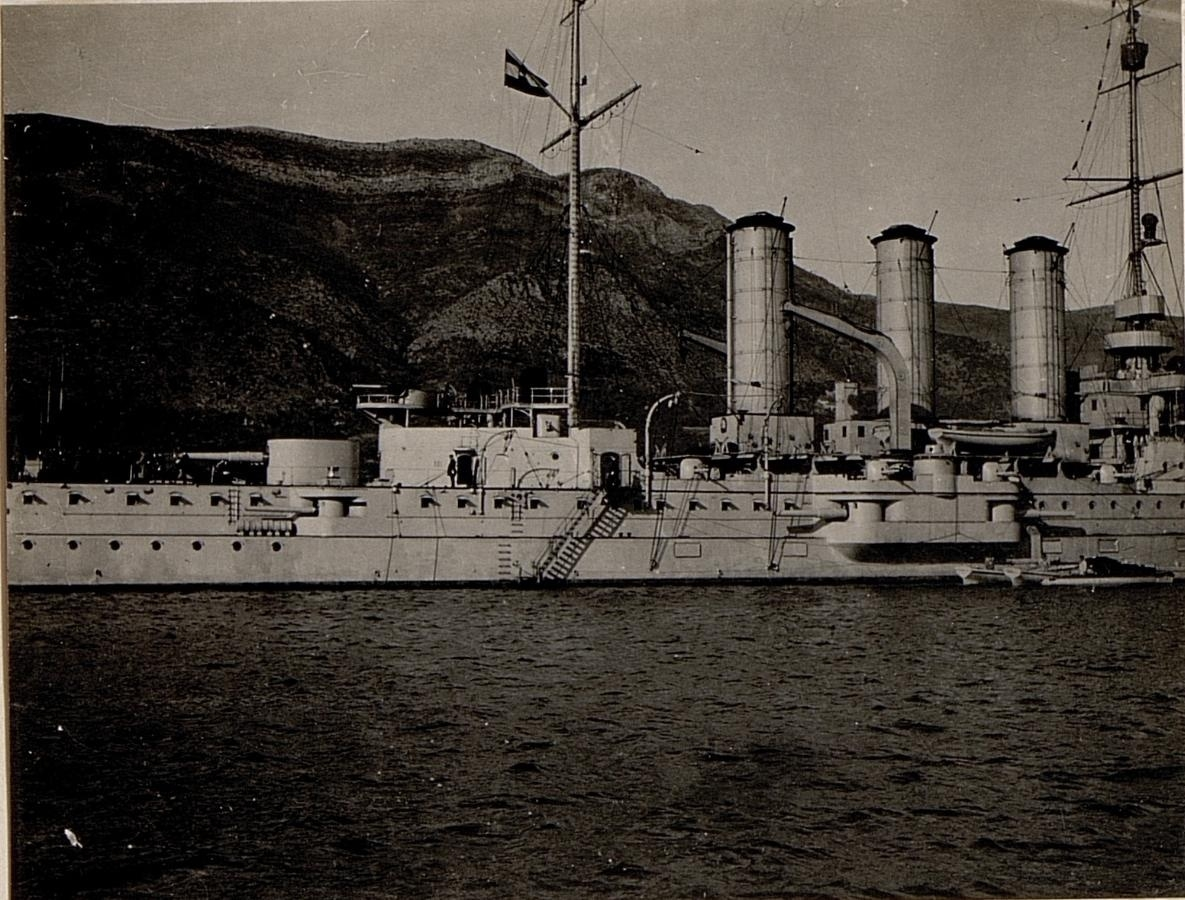
Sankt Georg v roce 1916

V polovině roku 1907 podnikl Sankt Georg v doprovodu malého křižníku Aspern zámořskou cestu dobré vůle při příležitosti 300. výročí založení Jamestownu – první trvalé anglické kolonie v Severní Americe. V rámci cesty navštívil americká města New York, Baltimore a Roanoke. Byl tak poslední válečnou lodí rakousko-uherského námořnictva, která navštívila USA. V květnu 1913 byl jmenován velitelem lodi fregatní kapitán Bořivoj Radoň, pozdější kontradmirál českého původu, který zde působil do března 1917.
Během první světové války byl Sankt Georg velice aktivní, přičemž zejména kryl lehké síly Rakousko-uherského námořnictva. Hned druhý den po vstupu Itálie do války 24. května 1915, podniklo rakousko-uherské námořnictvo velký útok na italské pobřeží, kterého se křižník také účastnil. Jím vedená skupina ostřelovala přístav Rimini.
Jiný útok na italské pobřeží provedly Sankt Georg a starý křižník SMS Szigetvár v noci ze 17. na 18. června 1915. Ostřelovaly opět přístav Rimini a další cíle, přičemž je kryly lehké křižníky SMS Helgoland a SMS Saida s osmi torpédoborci.
Sankt Georg se 14–15. května 1917 účastnil bitvy v Otrantské úžině, tedy úspěšného napadení spojenecké protiponorkové bariéry Otrantského průlivu. Samotného útoku na blokádu úžiny se neúčastnil, kryl ale ústup vlastních lehkých křižníků a torpédoborců. Těm se podařilo blokádu úžiny na několik týdnů narušit.
Právě na palubě Sankt Georgu vypukla 1. února 1918 rozsáhlá, ale neúspěšná vzpoura v boce Kotorské. Jerko Sisgorič, který na Sankt Georgu sloužil jako kulometčík, byl jedním ze čtyř námořníků, popravených po potlačení vzpoury.
Po skončení války byl Sankt Georg předán Velké Británii, která ho v roce 1920 nechala sešrotovat.

## Muzejní exponát

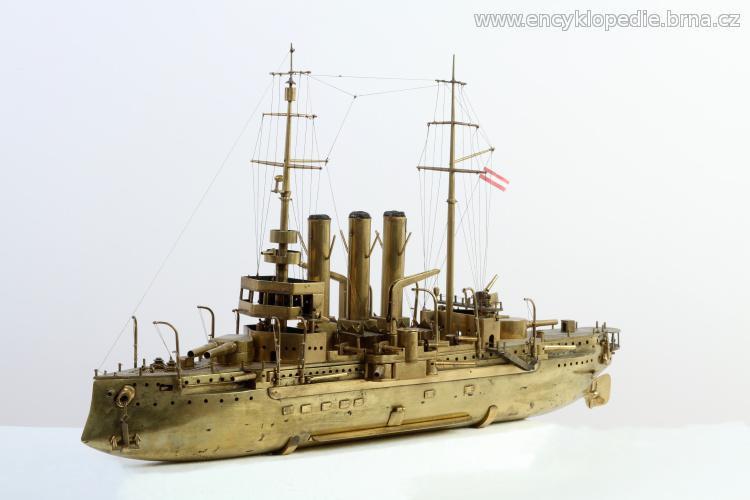
Model křižníku Sankt Georg ze sbírek Armádního muzea Žižkov

V Armádním muzeu Žižkov je vystaven ručně vyrobený mosazný model křižníku Sankt Georg, který roku 1938 vyrobil bývalý rakousko-uherský námořník František Lněnička (1898–1964) jako připomínku vzpoury v Boce Kotorské.